# Università Kokugakuin
L'Università Kokugakuin (國學院大學?, Kokugakuin daigaku) è un'università privata giapponese. Fondata a Tokyo nel 1882, acquisì lo status ufficiale di università nel 1920.

## Storia
Nel 1882, il governo Meiji, che, come conseguenza del suo periodo di rinnovamento socio-culturale, aveva instaurato lo shintoismo statale, creò, a Chiyoda nella capitale, un centro di formazione per preti shintoisti. Esso prese il nome di Kokugakuin nel 1919, e, un anno più tardi, acquisì ufficialmente lo status di università. Nel 1923, il centro universitario venne spostato dai territori imperiali a Shibuya, un quartiere speciale di Tokyo. Qualche mese dopo la fine della seconda guerra mondiale, si sbarazzò della sua tutela religiosa istituzionale.

## Organizzazione
L'Università Kokugakuin è composta da cinque facoltà (lettere, diritto, economia, sviluppo umano e studi shintoisti), che si dividono a loro volta in tredici dipartimenti, tre stabilimenti d'insegnamento superiore (sempre diritto, economia e lettere) e due centri di ricerca.

## Impianti

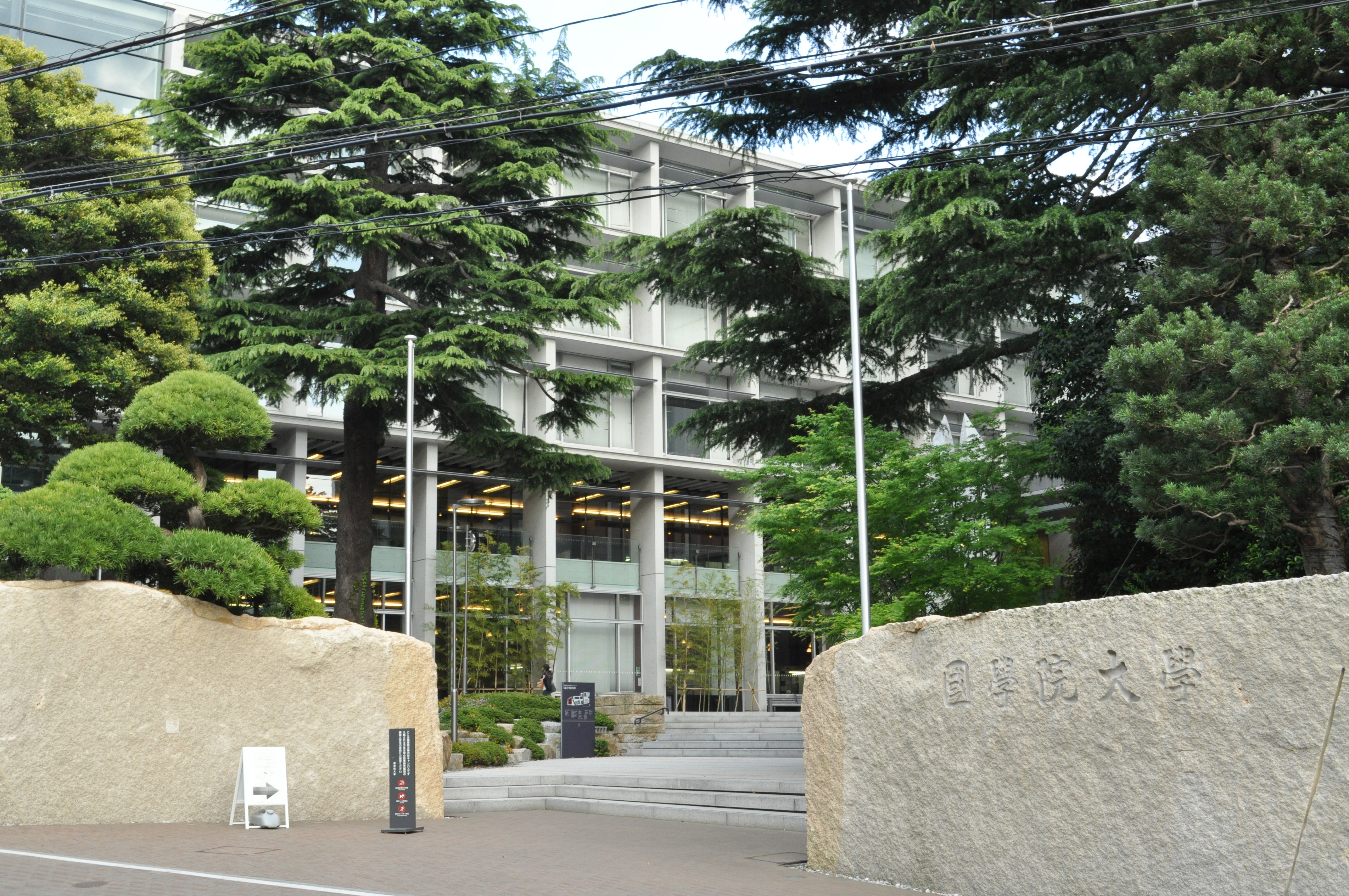
Uno dei campus di Shibuya

Il campus principale dell'Università Kokugakuin si trova a sud-est di Shibuya, mentre un secondo a nord di Yokohama (quartiere Aoba).